# 竹田寛行
竹田 寛行（たけだ ひろゆき、1960年5月8日 - ）は、日本のラグビー指導者。現在御所実業高校ラグビー部の監督を務めている。

## プロフィール
- 徳島県美馬市出身[2]。
- 現役時代のポジションはナンバーエイト(No8)[3]。
- 息子の宜純(現・近鉄)・祐将(現・近鉄)もラグビー選手。

## 略歴
高校2年生からラグビーを始めた。
脇町高校、天理大学を経て、大淀高校サッカー部のGKコーチを務めた後に1987年、御所工業高校(現・御所実業高校)ラグビー部の監督に就任。